# Piedimonte Etneo

Ubicació de Piedimonte Etneo dins de la província

Piedimonte Etneo (sicilià Piemunti) és un municipi italià, dins de la ciutat metropolitana de Catània. L'any 2006 tenia 3.857 habitants. Limita amb els municipis de Calatabiano, Castiglione di Sicilia, Fiumefreddo di Sicilia, Linguaglossa, Mascali i Sant'Alfio.

## Administració
| Període | Identitat       | Partit        |
| ------- | --------------- | ------------- |
| 2008-   | Giuseppe Pidoto | Llista cívica |